# Maximilian Arndt
Maximilian Arndt (Oberhof, 23 luglio 1987) è un ex bobbista tedesco, vincitore di due titoli mondiali, tre europei e di una Coppa del Mondo nella specialità del bob a quattro.

## Biografia
Gareggia dal 2006 come pilota per la squadra nazionale tedesca. Si distinse nelle categorie giovanili vincendo un totale di cinque medaglie ai mondiali juniores di cui due d'oro (bob a due a Sankt Moritz 2010 e bob a quattro a Park City 2011), due d'argento e una di bronzo.
Esordì in Coppa del Mondo nella stagione 2010/11, il 28 novembre 2010 a Whistler ottenendo subito il secondo posto nel bob a quattro, specialità che lo vedrà eccellere per il resto della sua carriera. Vince la sua prima gara il 3 dicembre 2011 nella competizione a squadre. Ha vinto la coppa nella specialità del bob a quattro nella stagione 2013/14 e il titolo della combinata maschile nel 2011/12.

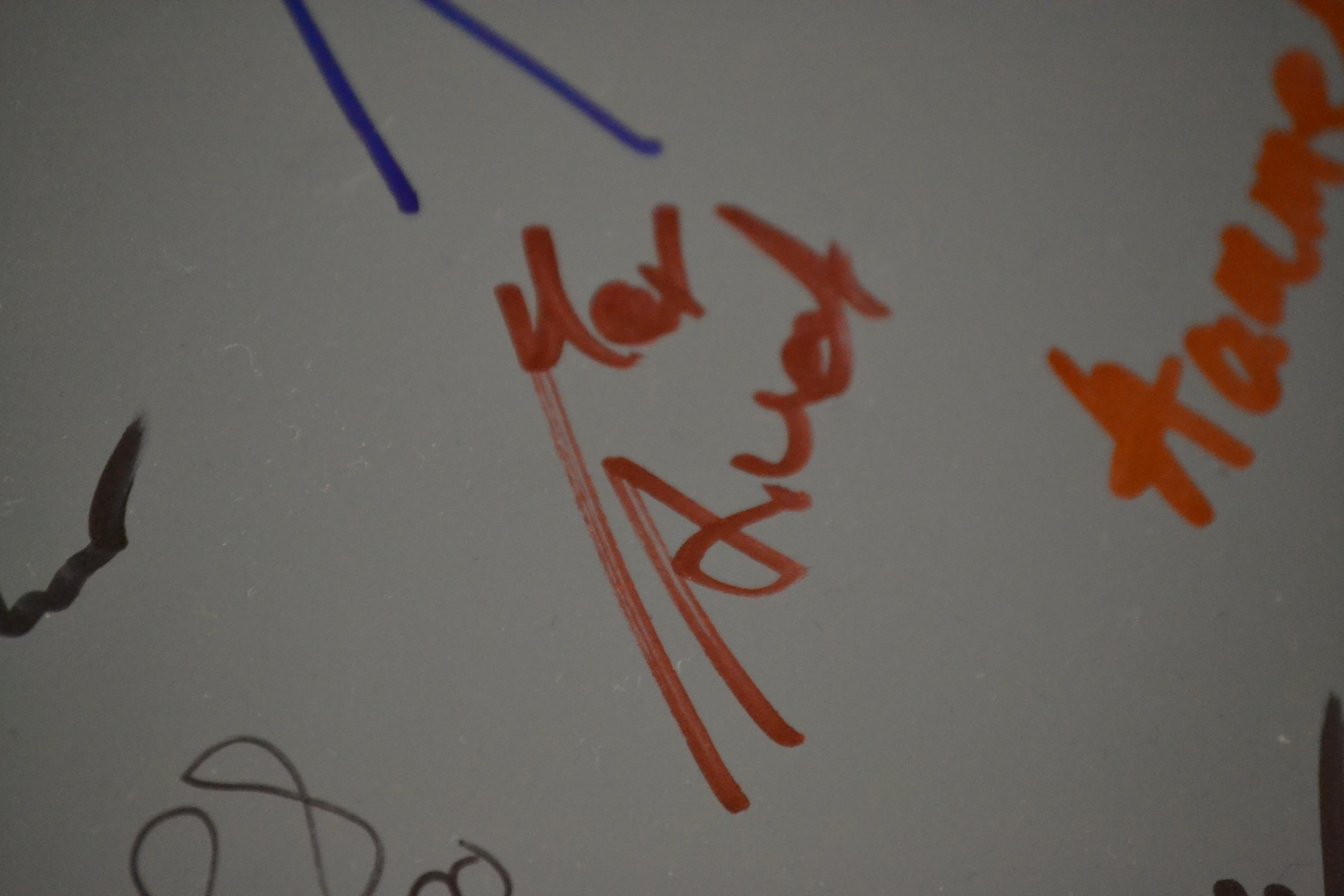
Autografo

Ha vinto anche due medaglie d'oro consecutive nel bob a quattro ai campionati mondiali di Sankt Moritz 2013 e Winterberg 2015, detiene anche due argenti ed un bronzo mentre agli Europei ha ottenuto tre ori nel bob a quattro, un argento ed un bronzo nel bob a due.
Ha inoltre preso parte alle Olimpiadi di Soči 2014 classificandosi al quarto posto nel bob a quattro ed al tredicesimo nel bob a due.
Nel giugno del 2016, ancora all'apice della sua carriera, Arndt annunciò il suo ritiro dalle competizioni affermando di volersi dedicare allo studio.

## Palmarès

### Mondiali
- 5 medaglie:
  - 2 ori (bob a quattro a Sankt Moritz 2013; bob a quattro a Winterberg 2015);
  - 2 argenti (bob a quattro, gara a squadre a Lake Placid 2012);
  - 1 bronzo (bob a due a Lake Placid 2012).

### Europei
- 5 medaglie:
  - 3 ori (bob a quattro ad Altenberg 2012, bob a quattro ad Igls 2013; bob a quattro a Sankt Moritz 2016);
  - 1 argento (bob a due ad Altenberg 2012).
  - 1 bronzo (bob a due ad Sankt Moritz 2016).

### Mondiali juniores
- 5 medaglie:
  - 2 ori (bob a due a St. Moritz 2010; bob a quattro ad Park City 2011);
  - 2 argenti (bob a quattro ad Igls 2008; bob a due a Park City 2011);
  - 1 bronzo (bob a quattro a St. Moritz 2010).

### Coppa del Mondo
- Vincitore della classifica generale nel bob a quattro (nel 2013/14);
- Vincitore della classifica generale nella combinata (nel 2011/12);
- Miglior piazzamento in classifica generale nel bob a due maschile: 2° nel 2011/12;
- 36 podi (4 nel bob a due, 30 nel bob a quattro e 2 nelle gare a squadre):
  - 12 vittorie (1 nel bob a due, 10 nel bob a quattro e 1 nelle gare a squadre);
  - 14 secondi posti (2 nel bob a due e 12 nel bob a quattro);
  - 10 terzi posti (1 nel bob a due, 8 nel bob a quattro e 1 nelle gare a squadre).

#### Coppa del Mondo - vittorie
| Data             | Luogo                | Paese       | Disciplina                                                                              |
| ---------------- | -------------------- | ----------- | --------------------------------------------------------------------------------------- |
| 3 dicembre 2011  | Igls                 | Austria     | a squadre con Jan Speer, Frank Rommel, Sandra Kiriasis, Stefanie Schneider e Anja Huber |
| 8 gennaio 2012   | Altenberg            | Germania    | a quattro con Marko Hübenbecker, Martin Putze e Alexander Rödiger                       |
| 21 gennaio 2012  | Sankt Moritz         | Svizzera    | a due con Marko Hübenbecker                                                             |
| 22 gennaio 2012  | Sankt Moritz         | Svizzera    | a quattro con Jan Speer, Martin Putze e Alexander Rödiger                               |
| 6 gennaio 2013   | Altenberg            | Germania    | a quattro con Marko Hübenbecker, Alexander Rödiger e Martin Putze                       |
| 20 gennaio 2013  | Igls                 | Austria     | a quattro con Marko Hübenbecker, Alexander Rödiger e Martin Putze                       |
| 4 gennaio 2014   | Winterberg           | Germania    | a quattro con Marko Hübenbecker, Alexander Rödiger e Martin Putze                       |
| 5 gennaio 2014   | Winterberg           | Germania    | a quattro con Marko Hübenbecker, Alexander Rödiger e Martin Putze                       |
| 13 dicembre 2014 | Lake Placid          | Stati Uniti | a quattro con Kevin Korona, Joshua Bluhm e Ben Heber                                    |
| 18 gennaio 2015  | Schönau am Königssee | Germania    | a quattro con Kevin Korona, Alexander Rödiger e Ben Heber                               |
| 9 gennaio 2016   | Lake Placid          | Stati Uniti | a quattro con Martin Putze, Ben Heber e Kevin Korona                                    |
| 7 febbraio 2016  | Sankt Moritz         | Svizzera    | a quattro con Kevin Korona, Martin Putze e Ben Heber                                    |